# St. Michael (Mockersdorf)

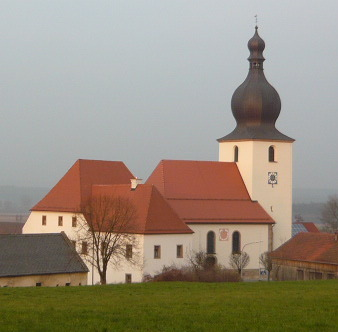
St. Michael Mockersdorf

Die römisch-katholische Pfarrkirche St. Michael in Mockersdorf wurde 1391 dem Domkapitel zu Regensburg inkorporiert. Von 1738 bis 1746 wurde sie vom Stadtmaurermeister Johann Lösch aus Neumarkt in der Oberpfalz neu erbaut.
Vom März 2016 bis Dezember 2017 wurde der Innenraum der Kirche einschließlich  Sakristei komplett renoviert. Bei dieser Gelegenheit wurde auch ein zweites Portal an der Westseite der Kirche eingebaut.

## Architektur
Sie hat einen eingezogenen Chorraum im Chorturm im Osten mit abgerundeten Ecken und einer Spiegeldecke. Das Kirchenschiff zu drei Fensterachsen hat eine Spiegeldecke und Stichkappen. Der Anschluss an den Chor ist segmentförmig. Die Sakristei befindet sich nördlich vom Chor. Der Turm ist mit Kuppeldach und Laterne ausgestattet.
Die Kirchturmkuppel hatte ursprünglich gefirnisste Schindeln und wurde 1844 mit Weißblech, 1911 mit Schiefer und 2004 mit Kupferblech gedeckt.

## Stuckierung
Die Kirche hat eine reiche Ausstattung. Pilaster beleben die Wände. In Chor und Schiff befinden sich an der Decke Gitter, Blumenvasen und Schleifwerk aus Stuck. Über dem Chorbogen entstanden um 1750 plastische Putten mit Kartuschen.

## Gemälde
Im Schiff befindet sich ein großes Mittelgemälde: Nach der Besiegung Luzifers huldigen die neun Engelchöre der heiligen Dreifaltigkeit, die Seraphim mit flammendem Herzen, die Cherubim mit Erdkugel und Fernrohr, die Throne mit Purpurbaldachinen. Durch die Darstellung der neun Chöre ist es ikonographisch interessant mit bewegten, dramatischen Szenen. In den Ecken der Decke sind die vier Evangelisten abgebildet. Das Rauchopfer der 24 Ältesten nach der Apokalypse Cp. V ist im Chorgemälde dargestellt. Am Chorbogen befinden sich Maria und der Erzengel Gabriel.

## Ausstattung
- Drei Rokokoaltäre haben gedrehte Säulen, Rokokomuschelwerk, Vasen und Altarbilder.
- In das Gehäuse der Funtsch-Orgel von 1759 baute 1908 die Firma Wolf aus Bayreuth eine Orgel mit neun Registern. 1917 wurden die Prospektpfeifen zu Kriegszwecken eingeschmolzen. 1962 lieferte Hirnschrodt sein op. 73 (14/II/P) auf elektrischen Kegelladen.
- Die Stuhlwangen sind mit bewegtem Rokokoschweifwerk versehen.
- Taufstein aus romanischer Zeit.
- Den kleinen und dezent dem Raum angepassten Kreuzweg malte 1823 Johann Wild aus Kemnath. Die Rahmen sind klassizistisch.
- Die Schränke in der Sakristei sind mit Rokokoschnitzwerk verziert.
- Ein Grabstein (Epitaph) des Johann Christoph Windisch Schullehrer, Organist, Bildhauer und Schreiner ist aufgestellt.

| Inschrift | Übersetzung |
| --- | --- |

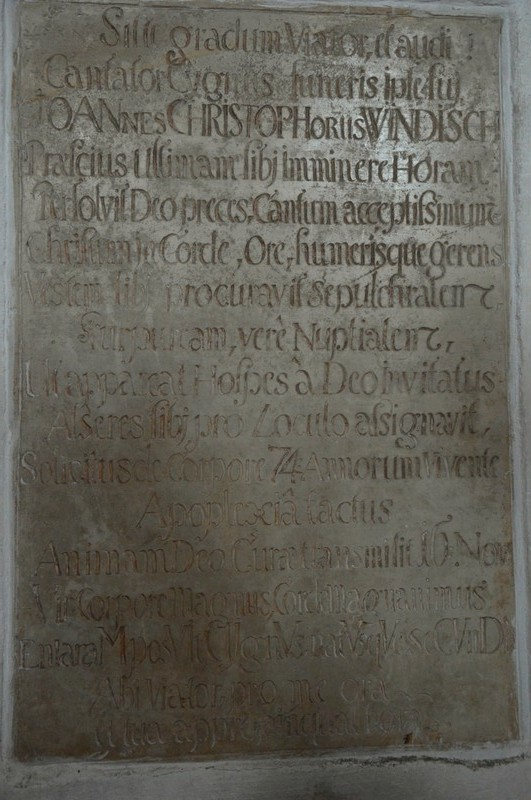
Grabstein (Epitaph) von Johann Christoph Windisch in der Pfarrkirche Mockersdorf

| „Siste gradum Viator et Audi! Cantator Cygnus funeris ipse sui JOANnes Christophorus WINDISCH Praescius ultimam sibi imminere Horam Persolvit Deo preces, Cantum acceptissimum Christum in Corde, Ore humerisque gerens Vestem sibi procuravit sepulchralem Purpuream, vere Nuptialem Ut appareat Hospes a Deo invitatus Asseres sibi pro Loculo assignavit Sollicitus de Corpore 74 Annorum Vivente Applexia tactus Animam Deo Curae transmisit 16. Nov Vir Corpore Magnus Corde magnanimus EntaraM posIIIt CYgnVspVe seCVnDo Abe Viator, pro me ora et tua appropinquat hora“ | Bleib stehen, Wanderer, und höre! Der Sänger und Schwan seines eigenen Grabgesanges Johann Christoph Windisch Richtete in der Vorahnung seiner letzten Stunde An Gott Gebete und einen sehr lieblichen Gesang. Christus im Herzen, im Munde und auf den Schultern tragend Besorgte er sich selbst das purpurne Totenkleid, Das wahre Hochzeitsgewand, Auf dass er als von Gott geladener Gast erscheine. Bohlen (Bretter) wählte er sich an Stelle eines Loculus, Bange um seinen Leib von 74 Jahren. Vom Schlage getroffen Übergab er seine Seele Gott am 16. November, Ein Mann von stattlicher Erscheinung und innerer Größe. Die Tafel (?) setzte der Schwan und Sohn, der nachfolgte (?), im Jahre 1728. Geh, Wanderer, bete für mich! Auch deine Stunde naht. |

## Glocken
- Umschrift: „NACH DER GEPVRD CHRISTI VNSERS ERLÖSERS 1551 JAR GOS MICH SEBOLD HIRDER PIXENMACHER ZV NVRNPERG

FIRBAR“. Am Mantel zweimal die Kreuzigungsgruppe. Durchmesser: 1,10 m.
- Umschrift zwischen Zinnen- und Spitzbogenfries in Minuskeln: „ava maria gracia plena dominus

tecum benedicta“. Durchmesser 0,70 m.
Am 16. August 1917 musste die Michaelsglocke mit der Umschrift: „Hl. Michael bitt´ für uns“ abgeliefert werden. Sie war von Ulrich Kortler in München im Jahr 1906 gegossen worden und wog 7,10 Zentner.

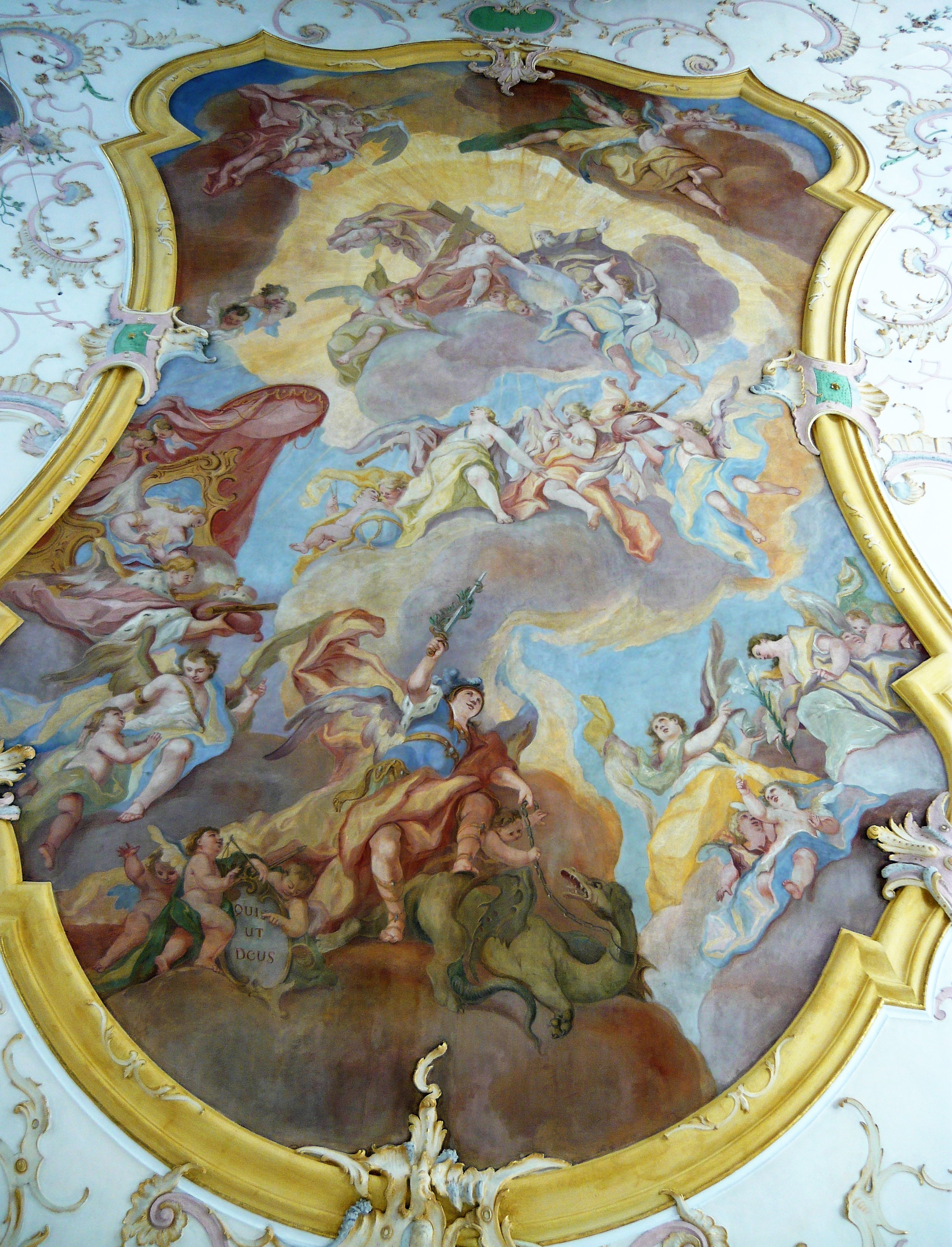
Anbetung der Hl. Dreifaltigkeit durch die 9 Engelschöre, nach dem Sturze Luzifers.
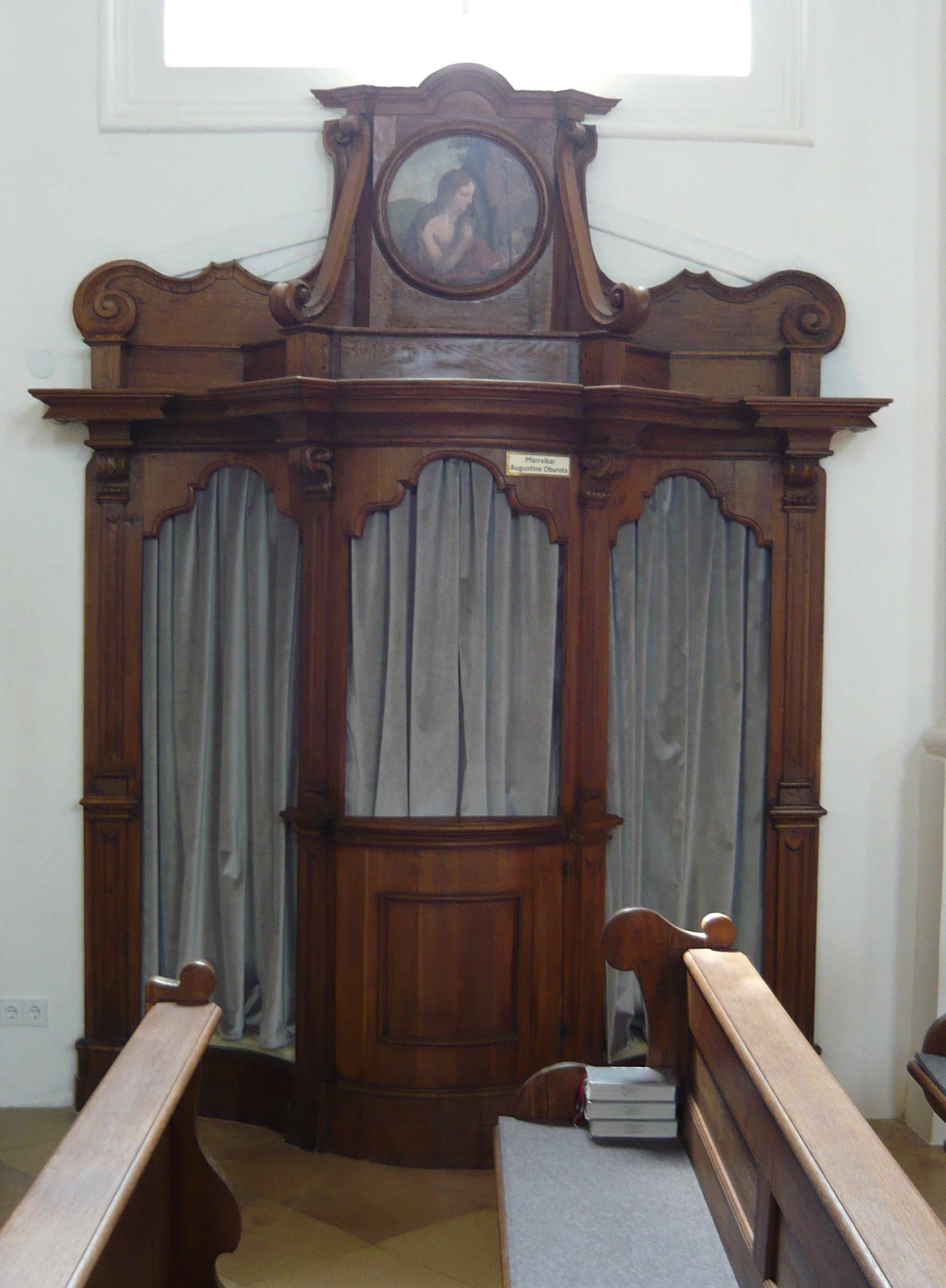
Beichtstuhl im Rokokostil
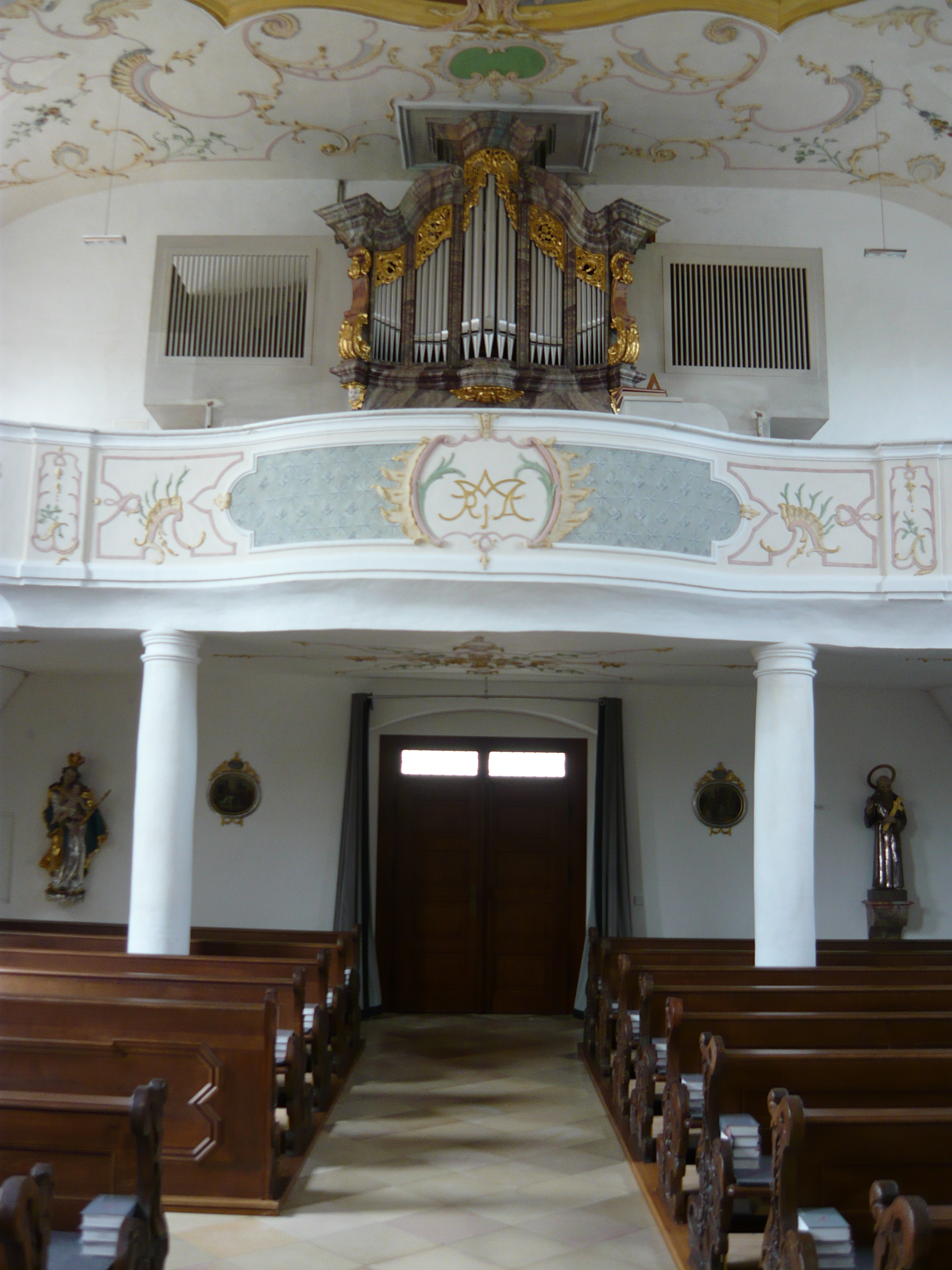
Hauptportal an der Westseite.
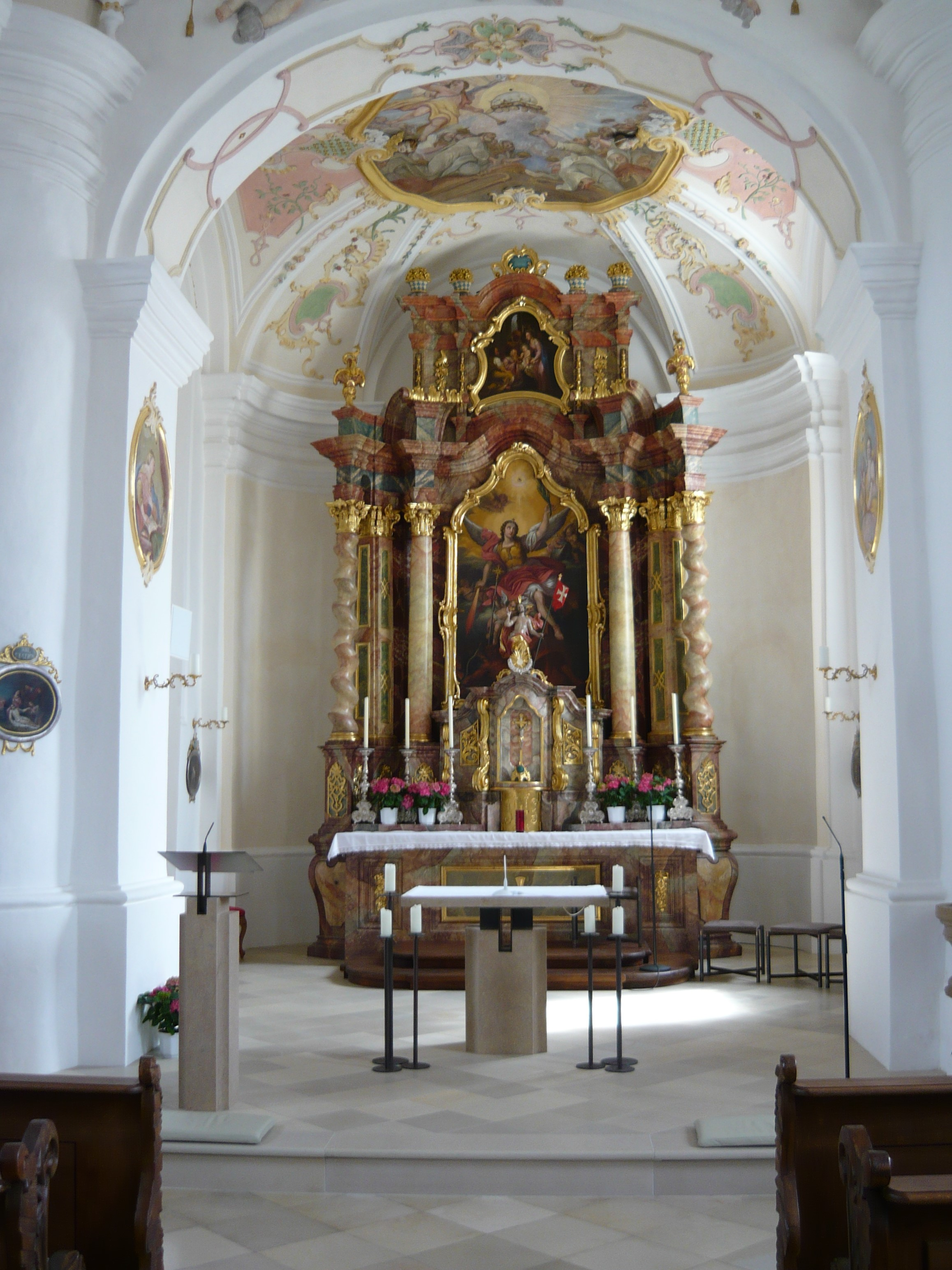
Völlig neu ist der Ambo aus Rosenmarmor und Bronze.
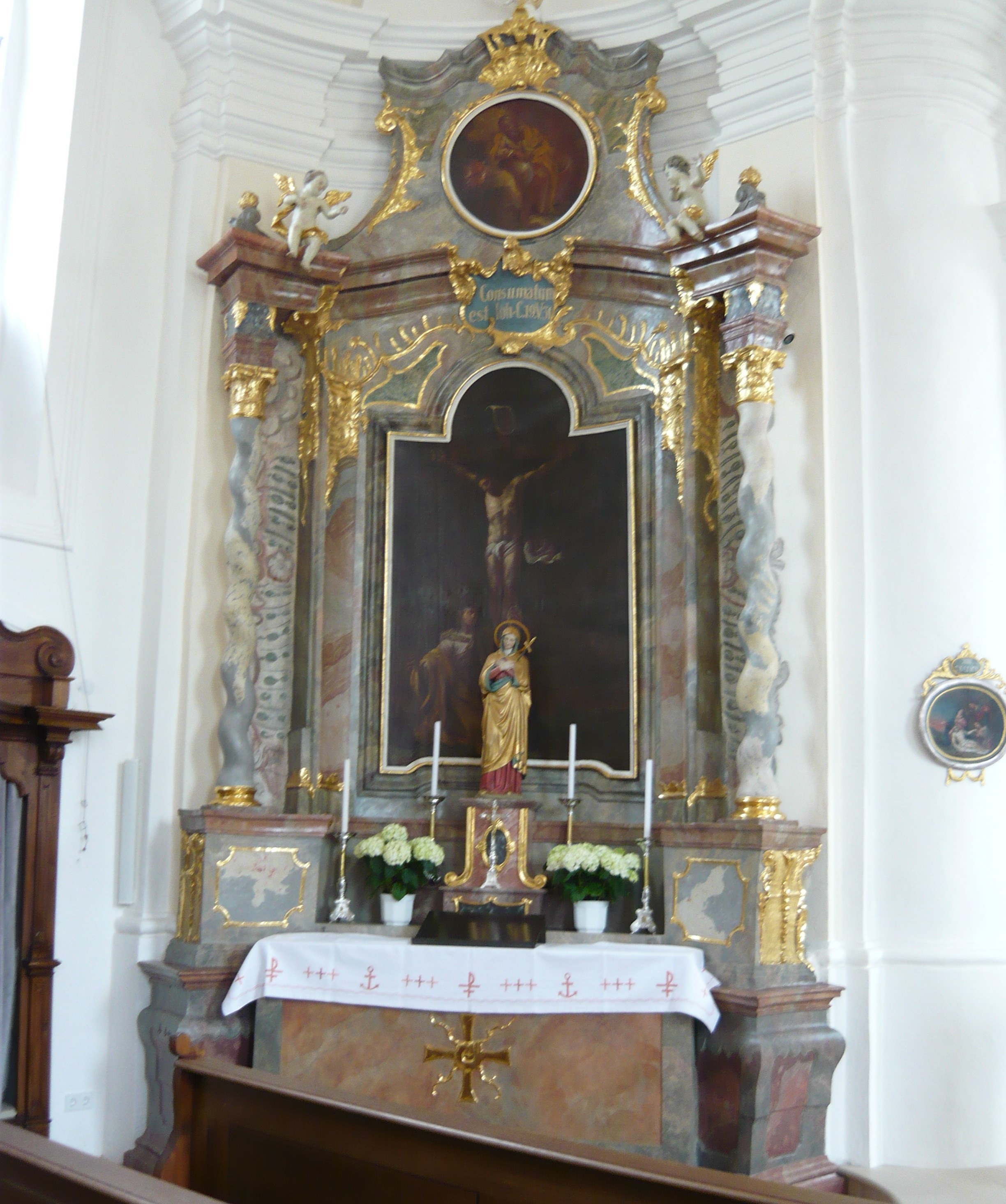
Linker Seitenaltar mit der Figur der schmerzensreichen Mutter Gottes.
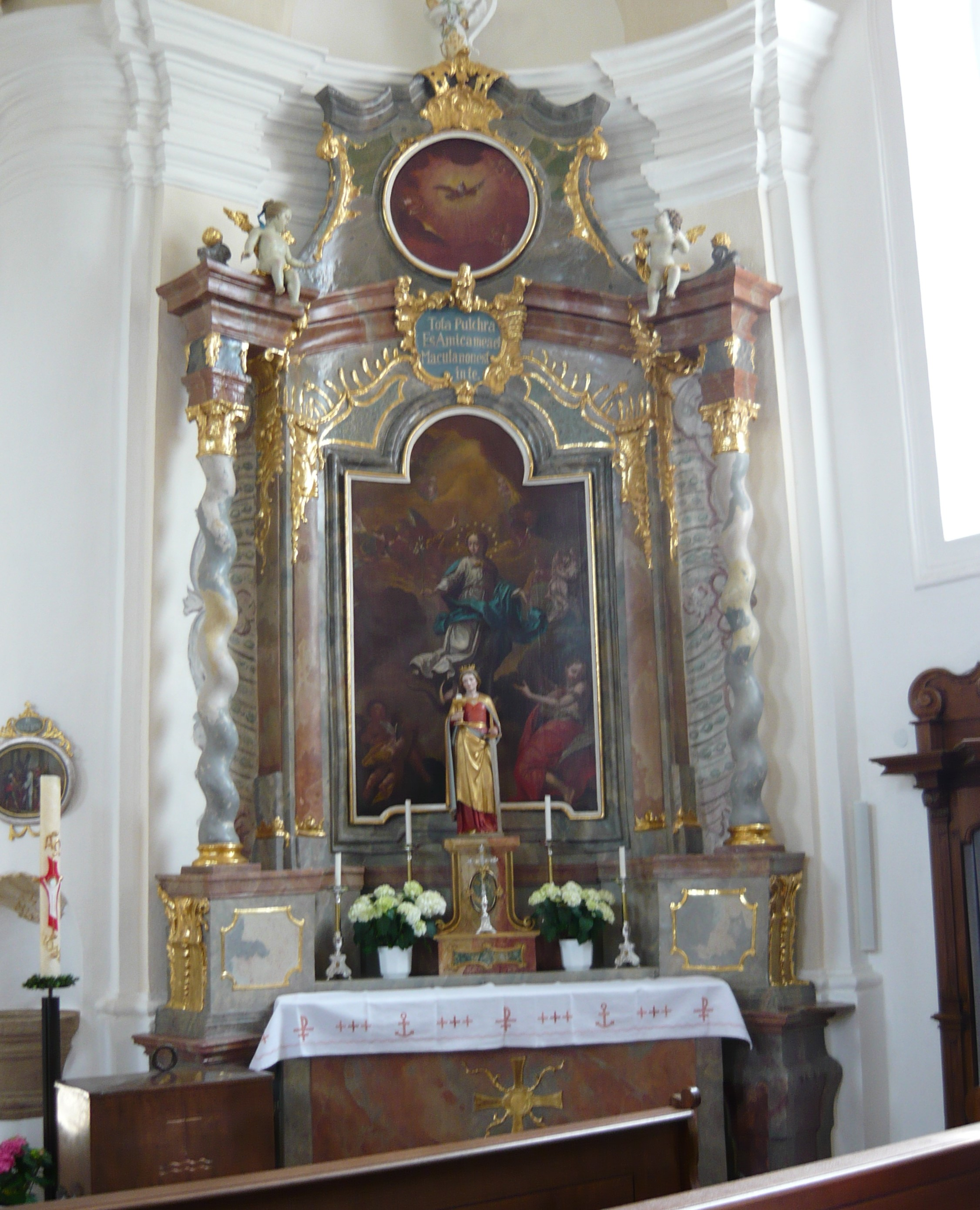
Rechter Seitenaltar mit der Figur der heiligen Barbara.
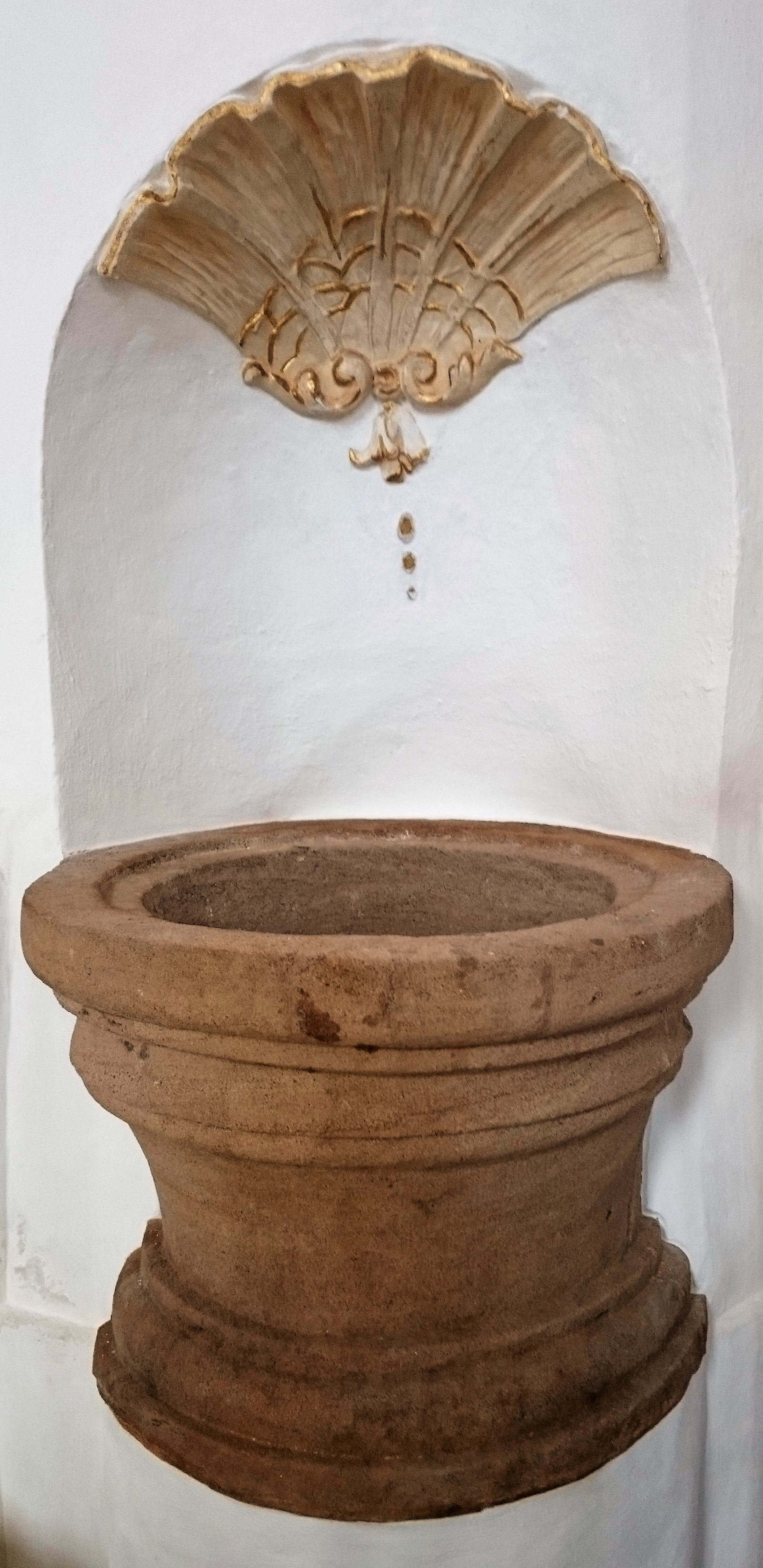
Der Taufstein, das älteste Utensil aus romanischer Zeit.
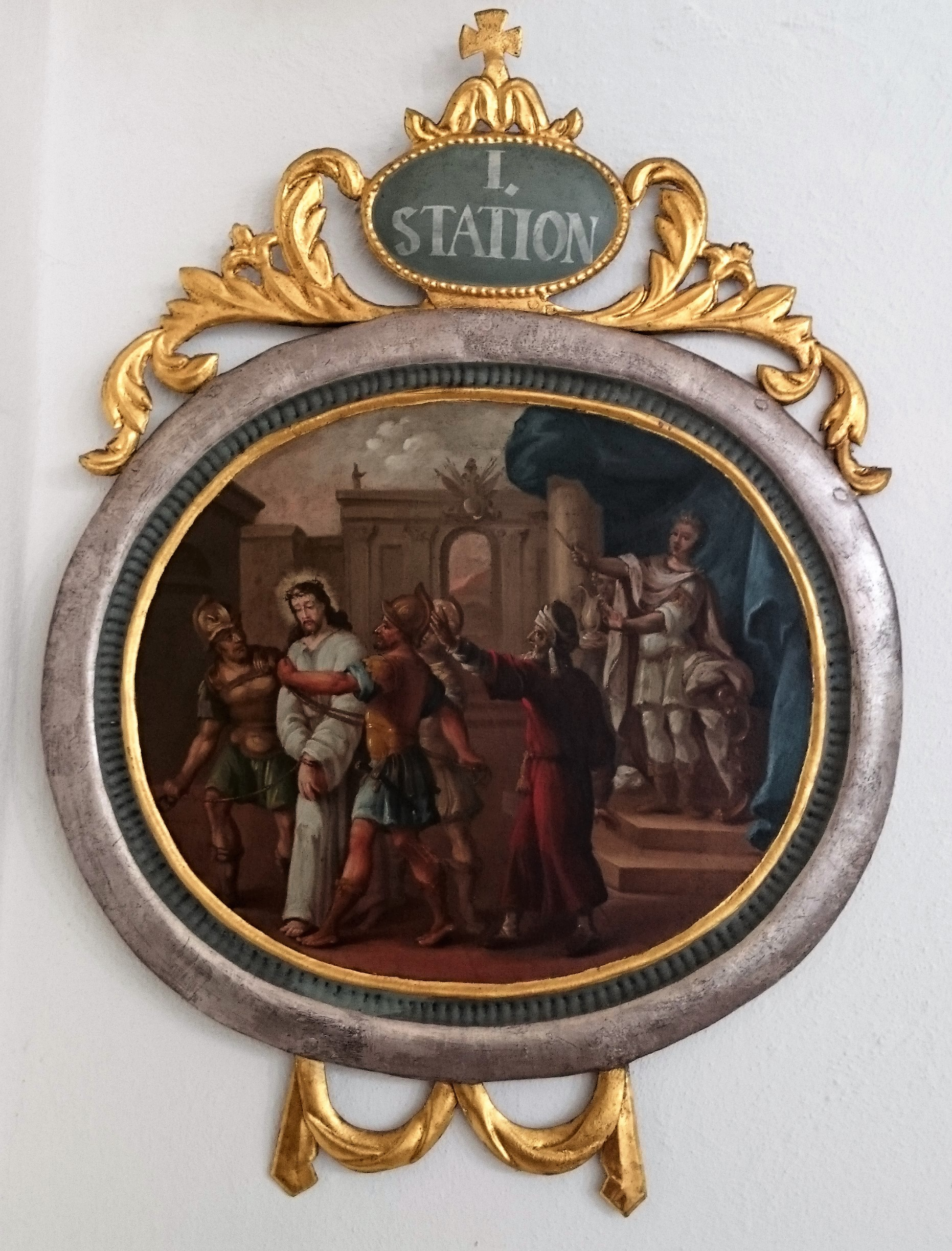
Kreuzweg 1. Station, alle Stationen auf Blechtafeln gemalt.